# 273 Atropos
273 Atropos eller A910 CC är en asteroid i huvudbältet, som upptäcktes den 8 mars 1888 av den österrikiske astronomen Johann Palisa. Den fick senare namn efter Atropos, en av de tre ödesgudinnorna moirerna i den grekiska mytologin; de andra två var Klotho och Lachesis.
Atropos senaste periheliepassage skedde den 5 september 2022. Dess rotationstid har beräknats till 23,92 timmar.